# Drapeau et armoiries du canton des Grisons
Le drapeau et les armoiries grisonnes sont des emblèmes officiels du canton des Grisons.

## Histoire et signification des emblèmes des Ligues
Le drapeau des Grisons sous sa forme actuelle existe depuis 1932. Toutefois, au fil des âges, les armoiries changèrent au gré des alliances conclues entre les Ligues. Le drapeau actuel grison est une représentation héraldique des armoiries des Trois Ligues 1450–1799) formant aujourd'hui le canton et il faut dès lors étudier les blasons de chaque ligue afin de comprendre le design final et actuel.

Armoiries de la Ligue grise
Armoiries de la Ligue des Dix-Juridictions
Armoiries de la Ligue de la Maison-Dieu

### La Ligue Grise
La Ligue Grise est un état libre ayant existé entre 1395 et 1798. En alliance perpétuelle conclue le 4 février 1395 entre les trois seigneurs à savoir Jean d'Ilanz, abbé de Disentis, « le Puissant » Ulrich II de Rhäzüns et Albert von Sax, cette ligue également appelée Haute Ligue portait, déjà au XVe siècle des armes composées d'une croix, blanche sur fond rouge, cette croix était tantôt traversante, tantôt écartelée. La première représentation archivée de l'écu coupé de sable et d'argent remonte à 1505. Les armoiries de la Ligue grise existèrent simultanément et sont attestées sur divers documents jusqu'en 1798. Si le noir est utilisé, c'est qu'en héraldique, le gris n'existe pas. Le gris proviendrait des habits gris que portaient les fondateurs de la ligue, mais également des brouillards fréquents alors dans les vallées. L'héraldiste Adolphe Gauthier explique également que le noir représenterait les eaux brouillées du Rhin rejointes par les eaux du Glogn vers Ilanz mais que le mot «Grisch» signifiait « ancien », les peuples des vallées se considérant comme les seuls vrais autochtones de la région.

### La Ligue des Dix-Juridictions
La Ligue des Dix-Juridictions fut créée le 8 juin 1436 à Davos. Elle prit sa forme d'alors à la mort de Frédéric VII de Toggenbourg signifiant la fin de la lignée de la Maison de Toggenburg. Les dix juridictions qu'étaient Brinzauls, Castels (Luzein), Churwalden, Davos, Klosters, Langwies, Maienfeld, Malans, Sankt Peter et Schiers se réunirent afin de protéger leurs intérêts communs. Les dix armoiries de ces villages sont encore, aujourd'hui, toutes formée d'azur (bleu) et d'or (jaune). Ses armoiries étaient celles de Davos mais les premières armoiries connues furent une simple croix (1528). Cette croix était blanche sur fond bleu (1548), parfois, un sauvage tenant un sapin accompagnait une croix bleue sur fond jaune  (1564) et parfois la croix était jaune sur fond bleu (1605). La croix représente le chiffre romain X (10) mais Adolphe Gauthier rappelle dans son livre que le chiffre 10 s'écrivait ainsi (+) dans les vallées. Le sauvage représenterait quant à lui des ossements de grand mammifère retrouvés dans la région et le sapin devrait être composé de dix branches représentant les dix juridictions.

### La Ligue de la Maison-Dieu
La Ligue de la Maison-Dieu fut fondée le 29 janvier 1367 à Coire. Elle se forma afin de défendre ses intérêts contre les Habsbourg mais également contre l'importance de plus un plus grande de la Principauté épiscopale de Coire. Ses armoiries représentaient un bouquetin de sable sur argent. La première apparition archivée d'un bouquetin représentant les territoires remonte à 1252 mais le bouquetin ne se trouvait pas dans un écu mais uniquement dans une relique dédiée à Luzius de Coire. Ce n'est qu'en 1291 que le bouquetin apparaît en tant que figure héraldique. Le bouquetin fut repris par la famille des Victorides dont Victor I Comte de Coire est issu. Le bouquetin représente alors un animal courageux pouvant aisément correspondre, d'après l'héraldiste Adolphe Gauthier, à une maison guerrière comme celle des Victorides, soit aux montagnards de la région. Le blanc représente les glaciers et l'habitat du bouquetin.

## Histoire des emblèmes des Grisons
En 1798, les Trois Ligues disparurent et après l'Acte de Médiation, le canton de Grisons rejoignit la Confédération. Dès le 26 avril 1803, les armoiries du nouveau canton furent une représentation des armoiries des Trois Ligues avec Saint-George terrassant un dragon (l'écu de la Ligue Grise fut inversé) et le Sauvage en tenants des armoiries des Trois Ligues. La Vierge, tenant des armoiries de la Maison-Dieu n'apparut plus sur les armoiries cantonales bien qu'on trouvât sa représentation sur diverses reproductions des armoiries. En « échange », l'écu de cette Ligue fut mis en avant en recouvrant aussi bien l'écu de la Ligue Grise que l'écu de la Ligue des Dix Juridiction. D'autres armoiries officielles coexistèrent : elles étaient identiques aux armoiries du 26 avril 1803 à la différence près que les écus de la Ligue Grise et de la Ligue des Dix Juridiction étaient appuyés contre l'écu oval de la Ligue de la Maison-Dieu.

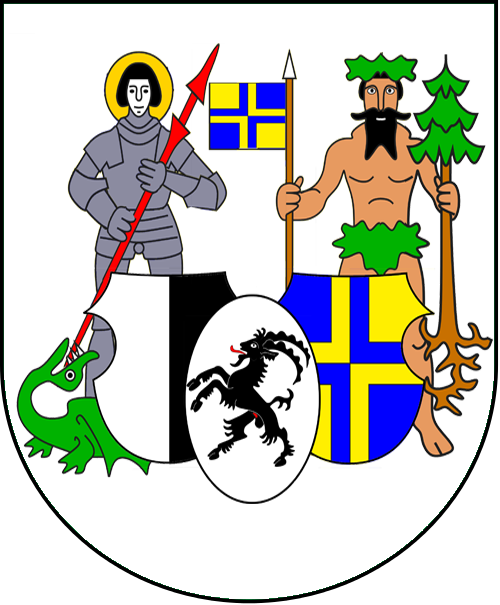
Armoiries des Grisons jusqu'en 1932

La première représentation plus ou moins approchante des armoiries actuelles date de 1896 et fut réalisée par l'historien de l'art, Josef Zemp.
Le 8 novembre 1932, le Petit Conseil adopta un arrêté réglant la description héraldique des armoiries. La proposition faite en 1896 par Josef Zemp serait reprise à la différence près que les couleurs représentant la Ligue Grise serait inversées afin d'être en conformité avec les anciennes armoiries.

## Descriptions

### Description vexillologique
La description vexillologique du drapeau grison est « Mi-parti coupé : au 1, (à la hampe) parti de noir et de blanc ; au 2, écartelé de bleu et de jaune à la croix quadripartie de l'un en l'autre ; au 3, blanc au bouquetin noir lampassé et viléné de rouge ». Le bouquetin doit toujours être tourné en direction de la hampe.

### Description héraldique
La description héraldique des armoiries grisonnes est « Coupé mi-parti : au 1, parti de sable et d'argent (Ligue Grise) ; au 2, écartelé d'azur et d'or à la croix de l'un en l'autre (Ligue des Dix Juridictions) ; au 3, d'argent au bouquetin saillant de sable lampassé et vilené de gueules (Ligue de la Maison-Dieu) ».

## Autre représentation vexillologique et héraldique
Le drapeau est également décliné sous forme d'oriflamme, soit en queue de pie, soit en base plate. L'oriflamme des cantons reprenant le drapeau cantonal dans sa partie supérieure et les couleurs cantonales dans la partie inférieure est appelée un drapeau « complet ».

Drapeau complet grison.

## Utilisation et mention
Le drapeau et les armoiries sont identiques. Le bouquetin regarde en direction de la hampe du drapeau, et sur les armoiries vers la droite héraldique.

Les armoiries se retrouvent sur les plaques d'immatriculation arrières de véhicules enregistrés dans le canton des Grisons. Elles sont aussi présentes sur plusieurs locomotives des chemins de fer rhétiques (RhB).

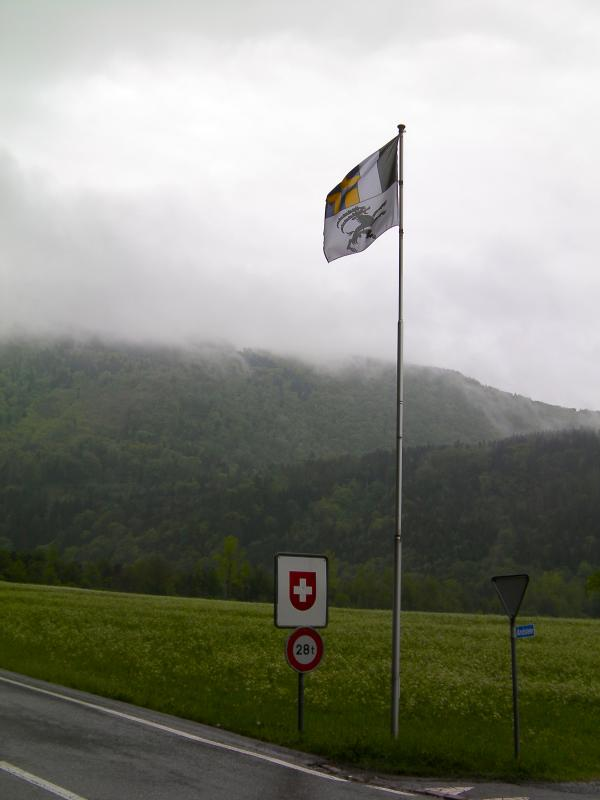
Le drapeau grison à la frontière entre le Liechtenstein et la Suisse.
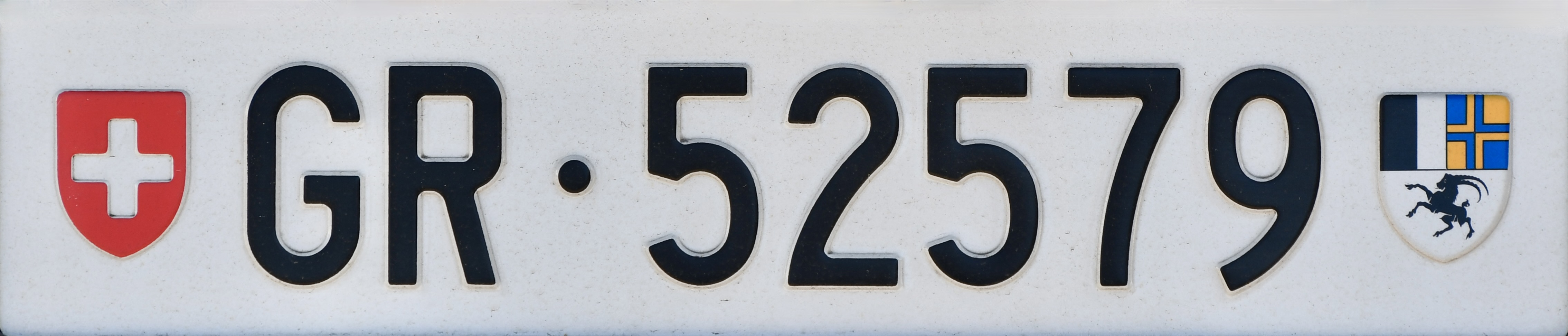
Plaque d'immatriculation arrière grisonne.
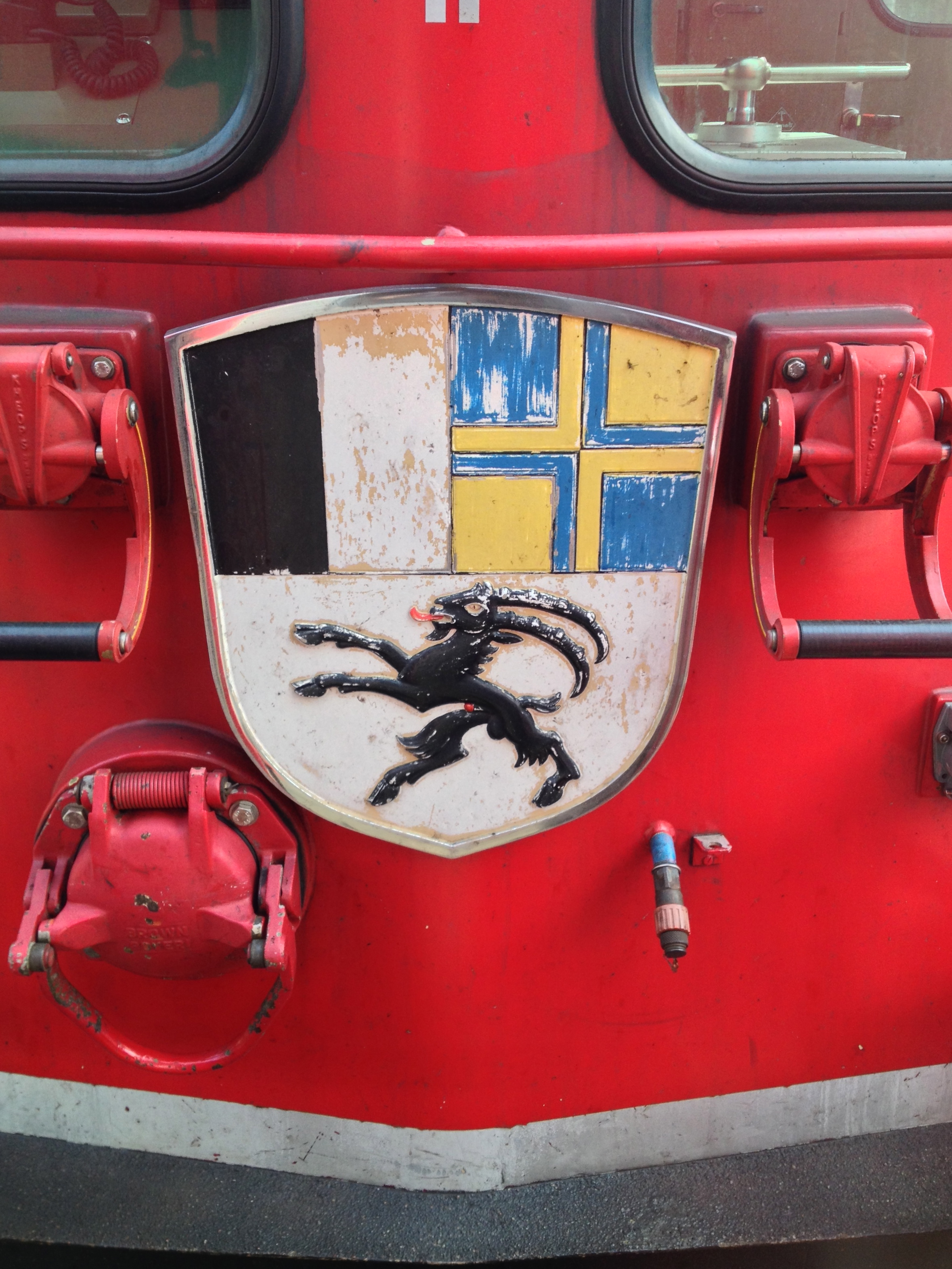
Blason sur une locomotive du RhB.